# Sixten Johansson
Sixten Emanuel Petri Johansson (* 25. Januar 1910 in Boden; † 13. Oktober 1991 ebenda) war ein schwedischer Skispringer.

## Werdegang
Johansson, der für den Verein Bodens BK antrat, startete bei den Olympischen Winterspielen 1936 in Garmisch-Partenkirchen. Im Springen auf der Großen Olympiaschanze erreichte er nach Sprüngen auf 33 und 66 Metern den 15. Platz. Nach dem ersten Durchgang hatte er noch auf Rang 21 gelegen.
1949 erhielt er für seine Leistungen die Goldmedaille des Bodens BK.